# Setebos (satélite)
Setebos, também designado como Urano XIX, é um satélite irregular retrógrado de Urano. Foi descoberto por John J. Kavelaars et al em 18 de julho de 1999 e recebeu a designação provisória S/1999 U 1. Foi nomeado a partir de um personagem da obra de William Shakespeare A Tempestade.
Setebos tem 48 quilômetros de diâmetro, e orbita Urano a uma distância média de 17 420 400 km em 2 225,08 dias. Seus parâmetros orbitais sugerem que ele pode pertencer ao mesmo grupo dinâmico de Sicorax e Próspero, sugerindo origem comum. No entanto, essa possibilidade não é suportada pelas cores observadas. Setebos aparece neutro (cinza) na luz visível (índices de cor B-V=0,77, R-V=0,35), parecido com Próspero mas diferente de Sicorax (que é vermelho-claro).